# Aleurolobus russellae
Aleurolobus russellae là một loài côn trùng cánh nửa trong họ Aleyrodidae, phân họ Aleyrodinae.
Aleurolobus russellae được Regu & David miêu tả khoa học đầu tiên năm 1993.